# Melanargia fulvata
Melanargia fulvata är en fjärilsart som beskrevs av Lowe 1903. Melanargia fulvata ingår i släktet Melanargia och familjen praktfjärilar. Inga underarter finns listade i Catalogue of Life.